# Consiliul Federației Ruse
Consiliul Federației Ruse sau Sovietul Federației (în limba rusă: Совет Федерации) este, în conformitate cu prevederile Constituției Federației Ruse din 1993, camera superioară a Adunării Federale (Parlamentul) a Federației Ruse. Fiecare dintre cele 85 de subiecte ale Federației Ruse – 22 de republici, 46 de oblaste (regiuni), 9 kraine (ținuturi), 3 orașe federale, 4 okruguri (districte) autonome și o regiune autonomă) – trimit câte doi senatori în Soviet, în total 170 de reprezentanți.
Senatul își are sediul în clădirea de pe strada Balșaia din Moscova, fostul sediu al Agenție Sovietice de Stat pentru Construcții (ГОССТРОИ). Birourile senatoriale și ale comisiilor se  află pe strada Novî Arbat. Cele două camere ale Parlamentului rus au sedii diferite, Duma de Stat aflându-se lângă Piața Manejului.

## Istoric

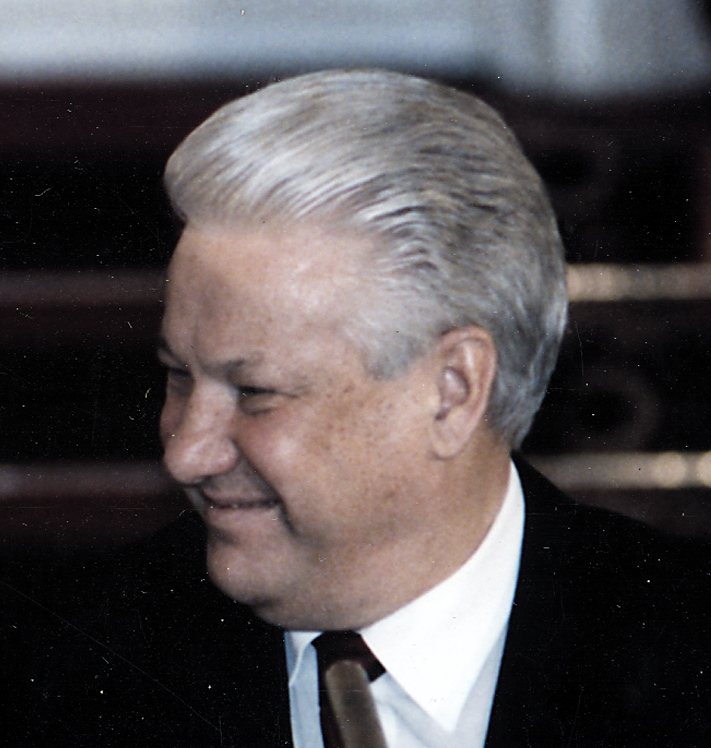
Președintele Boris Elţin a fost factorul determinant în crearea Sovietului Federației în 1993

Istoria Sovietului Federației a început în timpul crizei constituționale din 1993, care a opus guvernul și reformele structurale neoliberale nepopulare ale președintelui Elțin tot mai influentului Soviet al Deputaților Poporului (legislativul rus). De-a lungul întregului an, Sovietul a devenit din ce în ce mai nemulțumit de direcția în care se îndrepta economia Rusiei aflată în criză, ca și de încercările președintelui de schimba constituția sovietică rusă din 1978, încă în vigoare în Federația Rusă. În momentul de maximă tensiune a crizei, pe 21 septembrie, Elțin a emis Decretul nr. 1400, prin care impunea reformele constituționale, dizolva Sovietul Deputaților Poporului, înlocuindu-l cu o structură legislativă total nouă și își atribuia puteri executive sporite. După un scurt război verbal între cele două părți, Elțin a pus capăt în mod brutal conflictului, ordonând armatei să bombardeze și să ia cu asalt Casa Albă – sediul Parlamentului – în care se baricadaseră deputații ruși (2 – 4 octombrie 1993).
După anihilarea Sovietului Deputaților Poporului și a unora dintre șefii administrațiilor locale din Federație care îi sprijiniseră pe parlamentarii răzvrătiți, Elțin a trecut la inițierea aprobării unei noi constituții. După evenimentele din 1993, Elțin și consilierii săi au conceput o constituție care dădea președintelui puteri sporite în numirea prim-ministrului, respingerea legilor votate în parlament (dreptul de veto) și în numirile membrilor unui Consiliu de Securitate, care la rândul lui avea puteri sporite. Constituția stabilea formarea unui legislativ bicameral – Adunarea Federală a Rusiei – cu două camere: Duma de Stat (camera inferioară) și Sovietul Federației (camera superioară). Deși Elțin crease un Soviet al Federației care întrunea  reprezentanții regionali (cu excepția celor din Cecenia) în vederea discutării proiectului de constituție care trebuia să înlocuiască legea fundamentală veche din 1978, acest organ legislativ a devenit parte componentă a noului Parlament.
Sovietul Federației, care se aseamănă din multe puncte de vedere cu Senatul Statelor Unite, este format din câte 2 reprezentanți ai fiecărui subiect federal. Spre deosebire de Duma de Stat, care este formată din deputații aleși în sute de circumscripții din toată țara, Sovietul Federației ar trebui să format din reprezentanții subdiviziunilor federației, (de cele mai multe ori entități cu caracter etnic). La început au existat discuții despre caracterul ales sau numit al reprezentanților în acest soviet. Pentru rezolvarea anumitor probleme legate de primele alegeri pentru camera superioară a Parlamentului, Elțin a emis Decretul nr. 1628 din 11 octombrie, prin care se stabilea că fiecare candidat avea nevoie de semnăturile a cel puțin 2% sau 25.000 de semnături ale persoanelor cu drept de vot din republica, kraina, regiunea, districtul sau orașul federal în care candida. Decretul stabilea că primul mandat al celor aleși în Sovietul Federație să fie de numai 2 ani.
Primele alegeri pentru Sovietul Federație au avut loc pe 12 decembrie 1993, odată cu alegerile pentru Duma de Stat și cu referendumul asupra noii Constituții a Federației. Odată cu aprobarea prin referendum a noii Constituții, alegerile reprezentanților în Sovietul Federației a fost încredințată autorităților locale, cu un senator ales dintre membrii legislativul subiectului federal și cu un al doilea ales de executivul local. Această procedură a fost mai apoi trecută în constituția din 1995, odată cu încheierea mandatului primului Soviet.
Constituția nu specifică însă CUM sunt aleși senatorii. Până în 1995, folosindu-se de acestă anomalie constituțională, executivele locale își plasau practic din oficiu reprezentanții doriți în Sovietul Federației. În timp ce Duma de Stat era ocupată cu dezbaterile asupra reformelor și politicii ruse, Sovietul Federație devenise o anticameră pentru promovarea intereseleor regionale.
Venirea la putere a președintelui interimar Vladimir Putin după demisia lui Elțin de pe 31 decembrie 199 a adus schimbări importante în Sovietul Federației. Ca parte a reformelor politice din prima sa lună în funcție, Putin a propus o reformă care să schimbe modul de alegere a reprezentanților în Soviet. Astfel, era prevăzută o procedură clară pentru desemnarea reprezentanților regionali, care trebuia să pună capăt nepotismului și corupției liderilor regionali. Senatorii au luptat din toate puterile împotriva reformei, care le reducea privilegiile în politica federală și imunitatea parlamentară. În fată amenințărilor conjugate venite din partea Dumei de Stat, (care putea respinge cu majoritate de două treimi hotărârile Sovietului) și ale lui Putin, (care declara că este gata să ordone anchete federale judiciare împotriva guvernatorilor locali), Sovietul Federație a fost nevoit să cedeze și a votat reforma în iulie 2000. În locul vechilor sentori au fost aleși reprezentanți care se bucurau de simpatia și sprijinul Kremlinului. Ultimii guvernatori locali-senatori au fost inlocuiți la începutul anului 2002.
După criza ostaticilor din școala din Beslan din septembrie 2004, Putin a propus o schimbare radicală a sistemului federal rus, propunând ca alegerile directe pentru guvernatorii locali să fie înlocuite cu numiri făcute în mod nemijlocit de administrația prezidențială. Aceste numiri puteau fi apoi acceptate sau respinse de legislativele regionale. Prin această mișcare, președintele Putin a reușit să aibă un control sporit asupra Sovietului Federației.
Criticii lui Putin afirmă ca noul Soviet nu este decât o mașină de vot, care aprobă automat toate acțiunile guvernului rus și ale partidului Rusia Unită, în același mod în care Sovietul Naționalităților proceda cu hotărârile PC al URSS. Reformele lui Putin au ajuns să fie considerate de criticii săi ca antidemocratice și antifederale.

## Alegerile pentru Sovietul Federației
Spre deosebire de deputații Dumei de Stat și ai legislativelor regionale, senatorii Sovietului Federatiei sunt aleși în mod indirect de politicienii provinciali.
Sovietul cuprinde câte doi reprezentanți pentru fiecare subiect federal. Un senator este ales de legislativul local, iar cel de-al doilea este numit de executivul corespunzător. Până în 2000, toți guvernatorii locali erau în același timp și conducători la nivel provincial și membri ai Sovietului Federației. Odată cu venirea la putere a președintelui Putin, această practică a încetat, guvernatorilor locali fiindu-le interzisă ocuparea a două posturi.
Durata în timp a mandatelor senatoriale nu mai sunt fixe la nivel național, ci sunt determinate de corpurile legiuitoare pe care senatorii le reprezintă.
În perioada 2001 – 2004, legislativele locale puteau să-și revoce senatorii din Sovietul Federației prin aceeași procedură prin care îi numiseră. Aceste revocări deveniseră destul de dese. O nouă lege votată în 2004 cerea ca revocarea unui senator să fie inițiată de președintele Sovietului Federației. După 2004, nu a mai fost inițiată nicio procedură de revocare.

## Funcțiile legislative

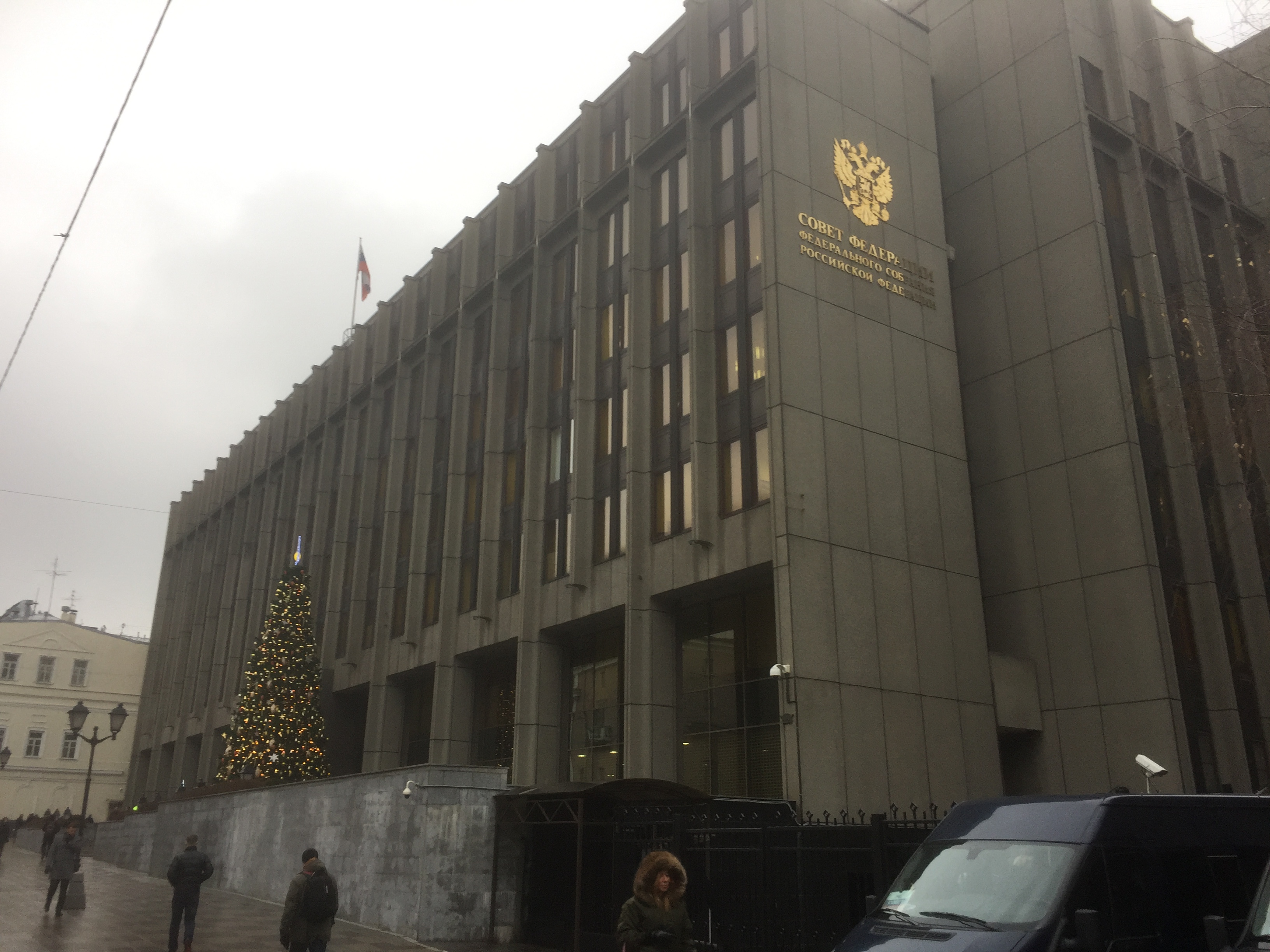
Clădirea Sovietului Federației, cameră a parlamentului Federației Ruse

Camera superioară a Adunării Federale – Sovietul Federației – este o cameră considerată mult mai protocolară decât Duma de Stat, iar datorită modului federalist în care este desemnată, mult mai puțin supusă schimbărilor radicale decât camera inferioară a parlamentului.
Sovietul Federației trebuie să coopereze cu Duma de Stat pentru completarea și votarea legilor organice, legilor bugetelor, regulamentelor vamale, dar și monitorizarea datoriei externe și ratificarea tratatelor internaționale.
Sovietul cooperează cu Duma de Stat pentru conceperea și votarea proiectelor de legi. Legile federale cu privire la buget, regulamentele vamale, credite publice și ratificarea tratatelor internaționale sunt discutate în Soviet după ce au fost votate de Duma de Stat, unde sunt prezentate pentru început majoritatea legilor.
Puterile speciale acordate Sovietului includ dreptul de modificare a granițelor dintre subiecții federali, de aprobare a decretelor prezidențiale, de declarare a alegerilor prezidențiale, de punere sub acuzare a președintelui, de numire a judecătorilor Curții Constituționale,  Curții Supreme și a Înaltei Curți de  Arbitraj, precum și de  a lua decizii cu privire la utilizare forților armate ruse în acțiuni în afara granițelor țării.
Pentru ca legile să fie aprobate de Soviet, e nevoie de votul favorabil a  cel puțin jumate din cei 170 de senatori. În cazul legilor constituționale federale, e nevoie de votul favorabil a ¾ dintre senatori pentru a fi aprobate. Dacă Senatul își exprimă vetoul în cazul unei legi aprobate de Duma de Stat, cele două camere formează un Comitet de Conciliere pentru găsirea unui compromis, care trebuie să treacă din nou prin procedurile de aprobare.

## Comitetele
Comitetele formează o componentă principală a structurii Sovietului. Sunt formate 16 comitete și 7 comisii care supraveghează o gamă largă de probleme. Președinții acestor comitete și comisii sunt numiți de președintele Sovietului. Aceste comitete sunt:
- Comitetul pentru legislație constituțională
- Comitetul pentru probleme judiciare și legale
- Comitetel pentru apărare și securitate
- Comitetul pentru buget
- Comitetul pentru piețele financiare și circulația monetară
- Comitetul pentru afaceri externe
- Comitetul pentru Comunitatea Statelor Independente
- Comitetul pentru probleme federale și politici regionale
- Comitetul pentru guvernele regionale
- Comitetul pentru politici sociale
- Comitetul pentru politici economice, afaceri și proprietate
- Comitetul pentru politica industrială
- Comitetul pentru resurse naturale și protecția mediului
- Comitetul pentru alimentație și politici agricole
- Comitetul pentru știință, cultură, educație, sănătate publică și ecologie
- Comitetul pentru teritoriile nordice și minoritățile indigene
- Comisia pentru disciplină
- Comisia pentru supravegherea performanției Sovietului
- Comisia pentru căi și mijloace pentru implementarea puterilor federale ale Sovietului
- Comisia pentru interacțiune cu Curtea de Conturi a Federației Ruse
- Comisia pentru tineret și sport
- Comisia pentru politica informației
- Comisia pentru monopoluri naturale.

## Critici
Criticile aduse Sovietului Federației vizează faptul că această cameră a parlamentului este în mod inerent un corp legiuitor al elitelor regionale, care nu ține seama de voința celei mai mari părți a populației Rusiei. După reformele promovate de președintele Putin în anul 2000, criticile vizează și faptul că noul Soviet s-a transformat într-o mașină de vot și de aprobat deciziile Kremlinului, pierzându-și practic orice rol de corp legislativ. Mulți senatori, inclusiv președintele Sovietului Federației Seghei Mironov, sunt considerați aliați de nădejde ai lui Vladimir Putin sau ai partidului Rusia Unită.Critiii amintesc de asemenea și faptul că membrii Sovietului Federației se întâlnesc doar o zi la două săptămâni, votând în grabă toate legile aflate pe agendă. Se consideră în general că această viteză sporită de aprobare este dată de uriașa influență a administratiei prezidențiale, care și-a impus deja punctul de vedere în comitetele și comisiile senatoriale. Mai mulți deputați de stânga din Duma de Stat afirmă că președintele Putin a deposedat camera superioară de orice putere reală, încălcând astfel principiile seprației puterilor în stat.
După restructurarea de către Putin a executivelor regionale în 2004, prin numirea directă de la Moscova, sprijinitorii ideii federaliste susțin că prin această reformă a fost scăzută importanța camerei superioare. Federaliștii afirmă că, dacă pe vremea lui Elțin Sovietul Federației era un corp legiuitor care reflecta interesele regionale, restructurarea lui Putin a dus la o centralizare excesivă a deciziilor acestei camere a Parlamentului, care a ajuns să reflecte numai interesele politice prezidențiale și ale partidului Rusia Unită, neglijând interesele regionale. În schimb, sprijinitorii prezidențiali amintesc că, la începutul existenței Federației Ruse, chiar și Elțin a numit guvernatorii subiectelor federale.